# Pasiphila
Pasiphila is een geslacht van vlinders uit de familie van de spanners (Geometridae) uit de onderfamilie van de Larentiinae. De wetenschappelijke naam van dit geslacht is voor het eerst voorgesteld door Edward Meyrick in een publicatie uit 1883.

## Soorten
- Pasiphila bilineolata (Walker, 1862)
- Pasiphila chloerata (Mabille, 1870) - sleedoorndwergspanner
- Pasiphila debiliata (Hübner, 1817) - bosbesdwergspanner
- Pasiphila derasata (Bastelberger, 1905)
- Pasiphila excisa (Butler, 1878)
- Pasiphila hyrcanica Viidalepp & Mironov, 2006
- Pasiphila lita (Prout L. B., 1916)
- Pasiphila obscura (West, 1929)
- Pasiphila palaearctica (Brandt, 1938)
- Pasiphila palpata (Walker, 1862)
- Pasiphila rectangulata (Linnaeus, 1758) - groene dwergspanner
- Pasiphila regularis (Warren, 1895)
- Pasiphila socotrensis (Herbulot, 1994)
- Pasiphila subcinctata (Prout, 1915)
- Pasiphila talyshensis (Viidalepp, 1996)
- Pasiphila variospila (Warren, 1895)
- Pasiphila viridata (Warren, 1895)